# Anne Étienne Louis Harmand d'Abancourt
Pour les articles homonymes, voir Harmand et Abancourt.
Anne Étienne Louis Harmand vicomte d'Abancourt (né le 23 août 1774 à Châlons-en-Champagne, mort le 22 mars 1850 à Paris) est un administrateur et homme politique français. Pair de France et Président de la Cour des Comptes.
Il est le fils de Nicolas François Harmand d'Abancourt, baron d'Empire, député en 1789 et préfet de la Mayenne.

## Biographie
Il entre au ministère de l'Intérieur comme surnuméraire en 1807 grâce à l'influence de son père, alors préfet de la Mayenne. Il devient ensuite successivement sous-préfet de Savenay (24 mars 1809), auditeur au Conseil d'État (janvier 1810), sous-préfet de Mézières et préfet des Hautes-Alpes. À ce poste, au moment du retour de Napoléon l'île d'Elbe, il publie une proclamation qualifiant l'empereur d'« aventurier » et appelle les autorités locales à résister. Sans grand succès.  Cette proclamation le fait destituer pendant les Cent-Jours.
À la Seconde Restauration, il revient en grâce. Il est nommé commissaire du roi près la 8e division militaire, puis, en juillet 1815, préfet du Puy-de-Dôme, puis, en mars 1816, commissaire du roi à l'armée du duc d'Angoulême. Il reprend un parcours dans la préfectorale en avril 1817 en devenant préfet de la Corrèze, préfet des Ardennes en février 1819, et préfet de l'Allier en juin 1823.

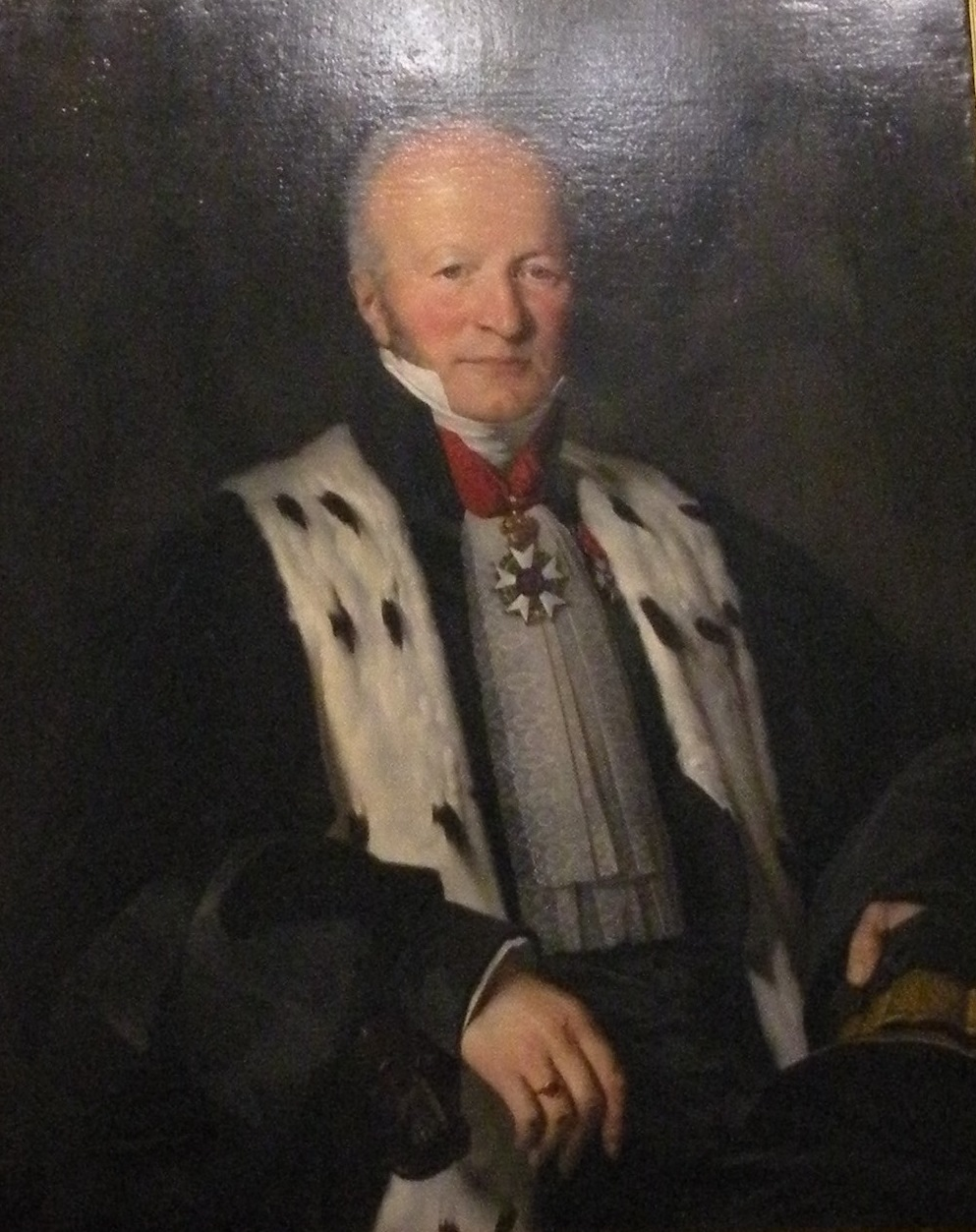
Anne Etienne peint par Antoine Chazal exposé à la COur des comptes.

Élu, le 25 février 1824, député du premier arrondissement électoral des Ardennes par 198 voix (293 votants, 325 inscrits), contre 77 à Guillaume Louis Ternaux, il est réélu le 24 novembre 1827 par le collège du département des Ardennes avec 74 voix (111 votants, 138 inscrits) contre 37 au comte Jaubert, maire de Mézières. Il appuie la politique de Joseph de Villèle. Aussi est-il nommé secrétaire du bureau du commerce et des colonies, puis conseiller maître à la Cour des comptes le 7 août 1825, puis, en 1828, secrétaire général de la commission de liquidation de l'indemnité accordée aux émigrés, enfin, sous le ministère Polignac, président de chambre à la Cour des Comptes (août 1829). Il vote contre l'adresse des 221. Réélu, par 76 voix sur 122 votants et 148 inscrits, contre 44 à M. de Suguy, le 19 juillet 1830, il se rallia avec empressement à la monarchie de Juillet. Il quitte la Chambre à cette époque, et est élevé à la pairie le 3 octobre 1837.
Il est admis à la retraite comme président à la Cour des comptes le 21 novembre 1846, rentre dans la vie privée à la Révolution de 1848 et meurt pendant la messe, le 23 février 1850, dans l'église Saint-Sulpice.
Il est le père de « la Présidente », Apollonie Sabatier, née en 1822 à Mézières d'une liaison extra-conjugale. Une autre de ses filles, Valentine Léonie Harmand d'Abancourt, épousa (en secondes noces), le médecin Louis Léon Rostan.

## Décorations
Fait chevalier de la Légion d'honneur le 13 janvier 1814, il en est devenu officier le 11 août 1823, puis commandeur en 1831.